# Girmont
Girmont là một xã, nằm ở tỉnh Vosges trong vùng Grand Est của Pháp. Xã này có diện tích kilômét vuông, dân số năm 2004 là người. Xã này nằm ở khu vực có độ cao trung bình m trên mực nước biển.
Dân địa phương tiếng Pháp gọi là Girmontais.

## Biến động dân số
| Năm | 1962 | 1968 | 1975 | 1982 | 1990  | 1999 |
| --- | ---- | ---- | ---- | ---- | ----- | ---- |
| Dân số | 637  | 642  | 791  | 901  | 1 032 | 952  |
| From the year 1962 on: No double counting—residents of multiple communes (e.g. students and military personnel) are counted only once. |      |      |      |      |       |      |